# تشارليفيل
تشارليفيل هي بلدة، في أستراليا، تقع في كوينزلاند، هي عاصمة Shire of Murweh ‏، بلغ عدد سكانها 3,335  نسمة وذلك حسب إحصائيات سنة 2016، رمزها البريدي هو 4470.

## المناخ
يظهر الجدول التالي التغييرات المناخية على مدار السنة لتشارليفيل:
| البيانات المناخية لـتشارليفيل     | البيانات المناخية لـتشارليفيل | البيانات المناخية لـتشارليفيل | البيانات المناخية لـتشارليفيل | البيانات المناخية لـتشارليفيل | البيانات المناخية لـتشارليفيل | البيانات المناخية لـتشارليفيل | البيانات المناخية لـتشارليفيل | البيانات المناخية لـتشارليفيل | البيانات المناخية لـتشارليفيل | البيانات المناخية لـتشارليفيل | البيانات المناخية لـتشارليفيل | البيانات المناخية لـتشارليفيل | البيانات المناخية لـتشارليفيل |
| الشهر                             | يناير                         | فبراير                        | مارس                          | أبريل                         | مايو                          | يونيو                         | يوليو                         | أغسطس                         | سبتمبر                        | أكتوبر                        | نوفمبر                        | ديسمبر                        | المعدل السنوي                 |
| --------------------------------- | ----------------------------- | ----------------------------- | ----------------------------- | ----------------------------- | ----------------------------- | ----------------------------- | ----------------------------- | ----------------------------- | ----------------------------- | ----------------------------- | ----------------------------- | ----------------------------- | ----------------------------- |
| الدرجة القصوى °م (°ف)             | 46.4 (115.5)                  | 43.4 (110.1)                  | 40.7 (105.3)                  | 36.9 (98.4)                   | 32.4 (90.3)                   | 30.7 (87.3)                   | 30.1 (86.2)                   | 35.8 (96.4)                   | 38.5 (101.3)                  | 41.8 (107.2)                  | 43.3 (109.9)                  | 44.1 (111.4)                  | 46.4 (115.5)                  |
| متوسط درجة الحرارة الكبرى °م (°ف) | 34.9 (94.8)                   | 33.8 (92.8)                   | 32.0 (89.6)                   | 28.1 (82.6)                   | 23.2 (73.8)                   | 19.8 (67.6)                   | 19.5 (67.1)                   | 21.9 (71.4)                   | 26.0 (78.8)                   | 29.7 (85.5)                   | 32.7 (90.9)                   | 34.6 (94.3)                   | 28.0 (82.4)                   |
| متوسط درجة الحرارة الصغرى °م (°ف) | 21.7 (71.1)                   | 21.3 (70.3)                   | 18.7 (65.7)                   | 13.8 (56.8)                   | 8.9 (48.0)                    | 5.5 (41.9)                    | 4.2 (39.6)                    | 5.9 (42.6)                    | 9.9 (49.8)                    | 14.4 (57.9)                   | 17.9 (64.2)                   | 20.3 (68.5)                   | 13.9 (57.0)                   |
| أدنى درجة حرارة °م (°ف)           | 11.1 (52.0)                   | 9.4 (48.9)                    | 6.2 (43.2)                    | 0.8 (33.4)                    | −3.6 (25.5)                   | −4.4 (24.1)                   | −5.2 (22.6)                   | −4.0 (24.8)                   | −0.4 (31.3)                   | 0.9 (33.6)                    | 6.0 (42.8)                    | 6.7 (44.1)                    | −5.2 (22.6)                   |
| معدل هطول الأمطار مم (إنش)        | 74.4 (2.93)                   | 69.7 (2.74)                   | 60.0 (2.36)                   | 30.9 (1.22)                   | 31.5 (1.24)                   | 24.6 (0.97)                   | 25.0 (0.98)                   | 19.5 (0.77)                   | 23.8 (0.94)                   | 36.7 (1.44)                   | 45.1 (1.78)                   | 56.2 (2.21)                   | 497.4 (19.58)                 |
| متوسط الأيام الممطرة (≥ 0.2mm)    | 7.7                           | 6.4                           | 5.3                           | 3.7                           | 3.9                           | 3.9                           | 4.0                           | 3.4                           | 3.6                           | 5.6                           | 6.1                           | 7.4                           | 61                            |
| المصدر: Bureau of Meteorology     |                               |                               |                               |                               |                               |                               |                               |                               |                               |                               |                               |                               |                               |

## معرض صور

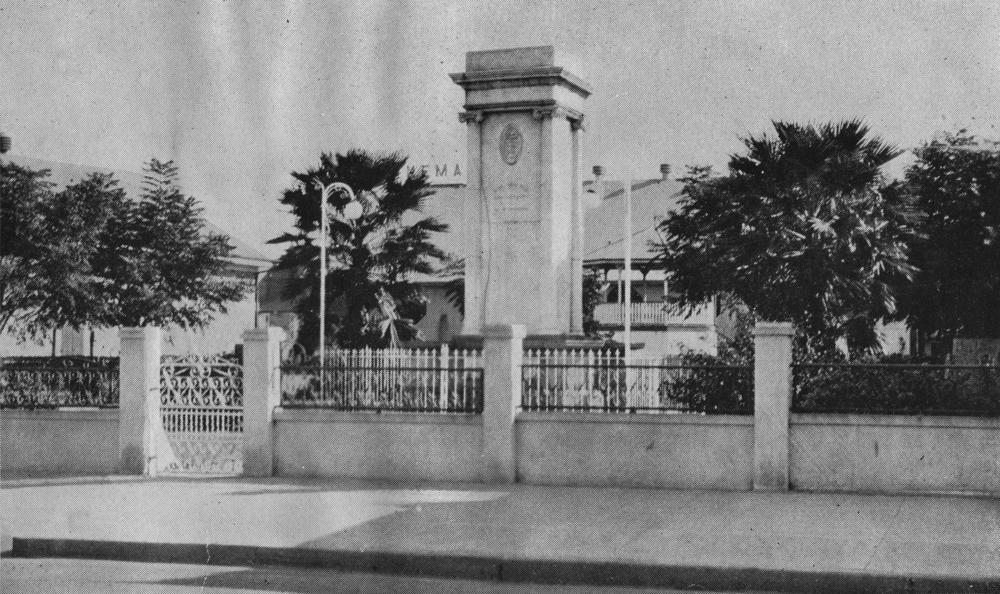
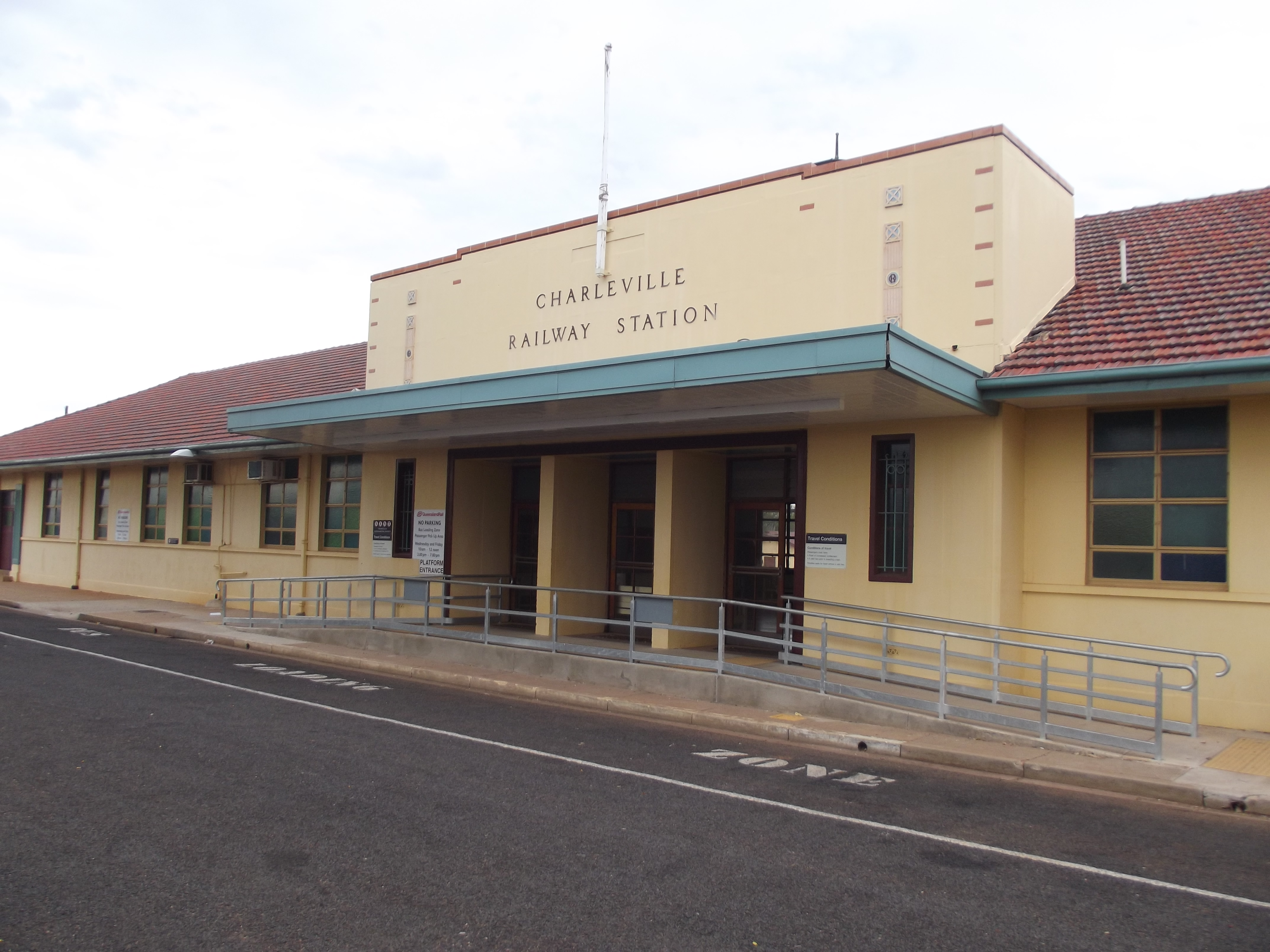
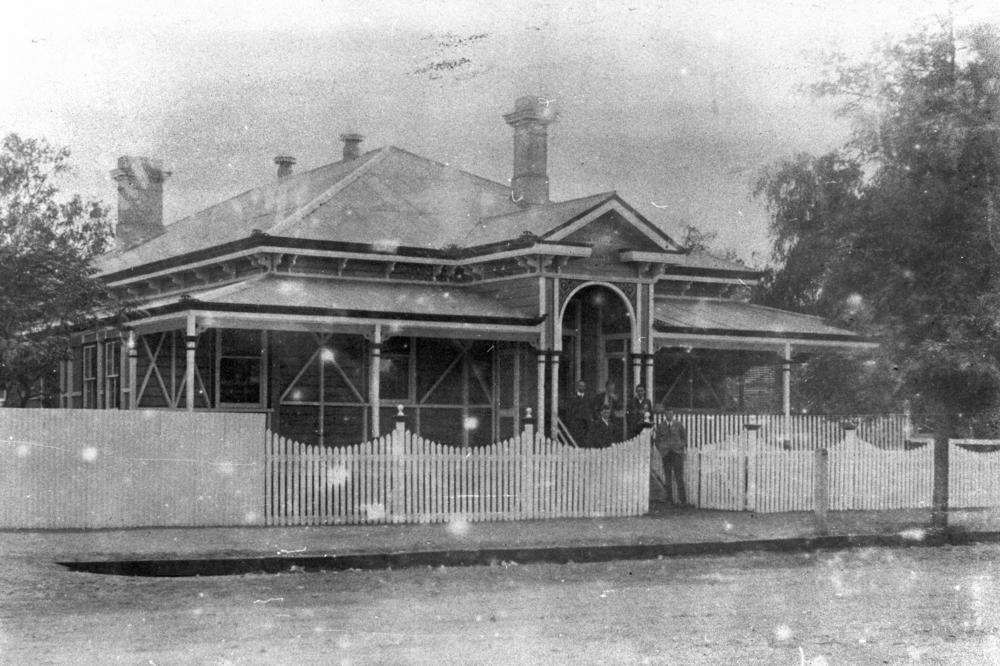
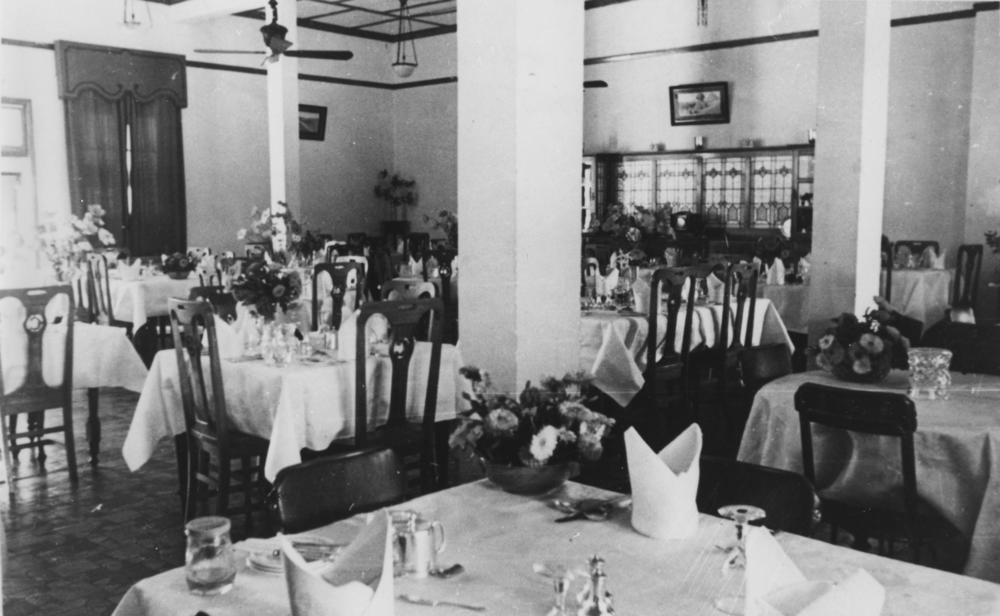

## أعلام
- داريل بيتي
- فينس ليستير
- ريتشارد غراهام
- نيل روبرتس
- ريتشارد بيل
- كورتيس ريد